# Đảo Ford
Đảo Ford (tiếng Hawaiian: Poka ʻAilana) là một hòn đảo nhỏ ở trung tâm của Trân Châu Cảng, Oahu, tiểu bang Hawaii của Hoa Kỳ. Nó còn được biết đến với cái tên là Đảo Rabbit, Đảo của Marín, và Đảo Little Goats, và tên gốc bằng tiếng Hawaii của nó là Mokuʻumeʻume. Hòn đảo có diện tích 334 mẫu Anh (135 ha) khi nó được khảo sát vào năm 1825, điện tích đã tăng lên đến 441 mẫu Anh (178 ha) trong những năm 1930 khi Trân Châu Cảng được nạo vét bởi Hải quân Hoa Kỳ để chứa hạm thiết giáp.